# 退出键

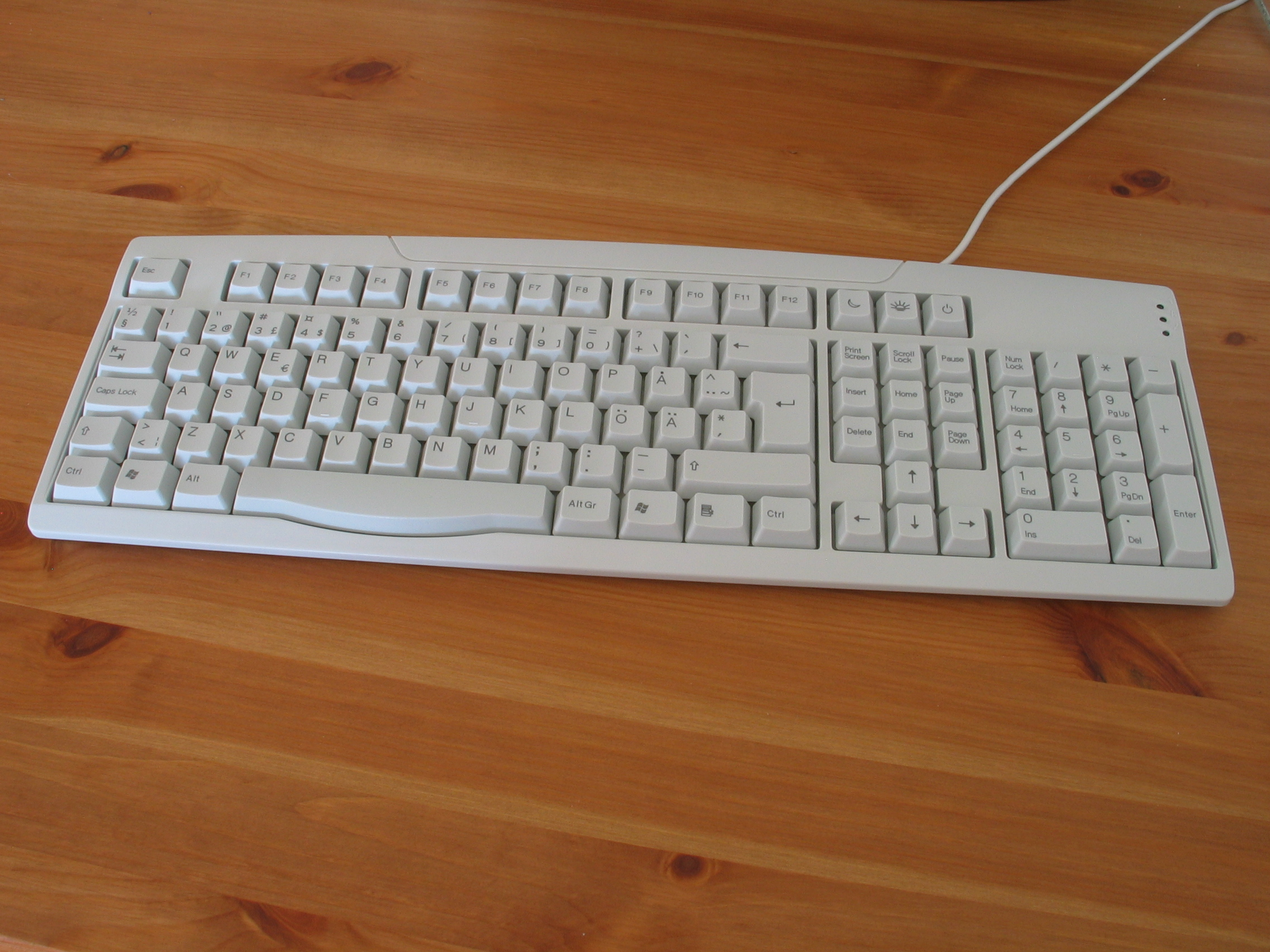
計算機鍵盤。位于頂端最左邊的按鍵即為“退出鍵”

電腦鍵盤上，“退出鍵”指的是一個標有“Esc”或“Escape”的按鍵，它用於生成ASCII換碼字符（控制鍵-[，十進制中ASCII代碼27），傳統上，這個字符代碼被用來產生換碼順序。
由於后来大多數計算機使用者不再需要介入对計算機周邊設備控制時的細節操作，这个換碼順序原先被設計要執行的任務，退出鍵開始轉而被应用软件設計員利用，並最常被用於表示“中止”。這一用法沿用至今日，退出鍵成爲許多网页浏览器中“停止”按鈕的通用快捷鍵。此外，微軟Windows當中，它還成爲對話框中表示“否”、“退出”、“取消”、“放棄”的快捷鍵。
在運行微軟Windows的機器上，Windows键誕生前，喚起“開始”按鈕的一個常見方式即為按住控制鍵不放后再按下退出鍵。
微軟Windows中的許多快捷鍵都用到了退出鍵。從Windows 3.0到現在的Windows 10，均有許多這樣的快捷鍵。
Mac OS X中，退出鍵的最常見用法，即Option（alt）鍵和Command鍵（如使用Command-Option-Esc組合鍵）並用的用法，可用來訪問强制退出（Force Quit）對話框，讓使用者中止無響應的程序，這和Windows任務管理器的用法類似。退出鍵的另一個用法是和Command按鍵合用，以切換至Front Row（若其已被安裝）。